# 1. Fußball-Club Magdeburg 2007-2008
Questa voce raccoglie le informazioni riguardanti il 1. Fußball-Club Magdeburg nelle competizioni ufficiali della stagione 2007-2008.

## Stagione
Nella stagione 2007-2008 il Magdeburgo, allenato da Dirk Heyne e Paul Linz, concluse il campionato di Regionalliga nord all'11º posto. In Coppa di Germania il Magdeburgo fu eliminato al primo turno dal Borussia Dortmund.

## Rosa
| N. |                     | Ruolo | Calciatore        |
| -- | ------------------- | ----- | ----------------- |
| 1  | Germania (bandiera) | P     | Marian Unger      |
| 2  | Germania (bandiera) | D     | Peter Otte        |
| 3  | Germania (bandiera) | D     | Christian Prest   |
| 4  | Svezia (bandiera)   | D     | Mats Wejsfelt     |
| 5  | Germania (bandiera) | D     | Pit Grundmann     |
| 6  | Germania (bandiera) | C     | Mario Kallnik     |
| 7  | Germania (bandiera) | C     | Frank Gerster     |
| 9  | Germania (bandiera) | A     | Christian Reimann |
| 10 | Tunisia (bandiera)  | C     | Kais Manai        |
| 11 | Germania (bandiera) | A     | Steffen Baumgart  |
| 12 | Germania (bandiera) | P     | Christian Beer    |
| 13 | Germania (bandiera) | D     | Christian Loth    |
| 14 | Germania (bandiera) | C     | Michael Habryka   |

| N. |                     | Ruolo | Calciatore             |
| -- | ------------------- | ----- | ---------------------- |
| 15 | Ghana (bandiera)    | A     | Eric Agyemang          |
| 16 | Germania (bandiera) | D     | Tobias Friebertshäuser |
| 17 | Germania (bandiera) | D     | Marcel Probst          |
| 18 | Serbia (bandiera)   | A     | Ivica Jarakovic        |
| 19 | Germania (bandiera) | D     | Stephan Neumann        |
| 20 | Germania (bandiera) | A     | Matthias von der Weth  |
| 21 | Germania (bandiera) | A     | Christopher Kullmann   |
| 23 | Germania (bandiera) | C     | Matthias Deumelandt    |
| 24 | Germania (bandiera) | C     | Martin Zander          |
| 25 | Tunisia (bandiera)  | A     | Najeh Braham           |
| 26 | Germania (bandiera) | C     | Florian Müller         |
| 27 | Germania (bandiera) | C     | Björn Lindemann        |
| 30 | Germania (bandiera) | P     | Matthias Tischer       |

## Organigramma societario
Area tecnica
- Allenatore: Paul Linz
- Allenatore in seconda: Frank Windelband
- Preparatore dei portieri:
- Preparatori atletici:
- Analisi video:

## Calciomercato

### Sessione estiva
| Acquisti | Acquisti           | Acquisti         | Acquisti |
| R.       | Nome               | da               | Modalità |
| -------- | ------------------ | ---------------- | -------- |
| A        | Ivica Jarakovic    | Kortrijk         |          |
| A        | Eric Agyemang      | Pfullendorf      |          |
| C        | Florian Müller     | Bayern Monaco II |          |
| C        | Dennis Tornieporth | Kickers Emden    |          |
| P        | Marian Unger       | Osnabrück        |          |
| C        | Martin Zander      | Magdeburgo II    |          |

| Cessioni | Cessioni            | Cessioni       | Cessioni |
| R.       | Nome                | a              | Modalità |
| -------- | ------------------- | -------------- | -------- |
| A        | Aleksandar Kotuljac | Greuther Fürth |          |
| A        | Sven Kubis          | Plauen         |          |
| P        | Daniel Rothe        | Cloppenburg    |          |
| C        | Christian Weiß      | Magdeburgo II  |          |

### Sessione invernale
| Acquisti | Acquisti          | Acquisti        | Acquisti |
| R.       | Nome              | da              | Modalità |
| -------- | ----------------- | --------------- | -------- |
| A        | Steffen Baumgart  | Energie Cottbus |          |
| A        | Christian Reimann | Sachsen Lipsia  |          |

| Cessioni | Cessioni           | Cessioni      | Cessioni |
| R.       | Nome               | a             | Modalità |
| -------- | ------------------ | ------------- | -------- |
| C        | Andy Müller        | Oldenburg     |          |
| C        | Dennis Tornieporth | Kickers Emden |          |
| A        | Danny Kukulies     | TeBe Berlino  |          |

## Risultati

### Regionalliga

#### Girone di andata
| Arbitro: | Preuß |

|                                      |           |  |
| Artmann 33’ Heider 58’ Schindler 79’ | Marcatori |  |

| Arbitro: | Zwayer |

|               |           |            |
| Lindemann 58’ | Marcatori | 90’ Hensel |

| Amburgo 14 agosto 2007, ore 18:30 CEST 3ª giornata | Amburgo II | 0 – 0 referto | Magdeburgo | Wolfgang-Meyer-Sportanlage (1 400 spett.)\| Arbitro: \| Willenborg \| |
| Arbitro:                                           | Willenborg |               |            |                                                                       |

| Arbitro: | Schempershauwe |

|              |           |  |
| Lindemann 4’ | Marcatori |  |

| Arbitro: | Metzen |

|  |           |            |
|  | Marcatori | 3’ Neumann |

| 1º settembre 2007 6ª giornata |  | – turno di riposo |  |  |

| Arbitro: | Borsch |

|                              |           |  |
| Lindemann 35’, 85’ Prest 58’ | Marcatori |  |

| Arbitro: | Thielert |

|                            |           |             |
| Müller 39’ Beer 48’ (aut.) | Marcatori | 69’ Gerster |

| Arbitro: | Wenkel |

|                 |           |  |
| Tornieporth 82’ | Marcatori |  |

| Arbitro: | Rafati |

|                                     |           |              |
| Toborg 21’ Bäumer 75’ Stahlberg 90’ | Marcatori | 81’ Kullmann |

| Arbitro: | Siebert |

|  |           |                          |
|  | Marcatori | 70’ Großkreutz 89’ Nöthe |

| Arbitro: | Grudzinski |

|               |           |  |
| Vujanović 34’ | Marcatori |  |

| Arbitro: | Ittrich |

|                             |           |  |
| Jarakovic 50’ Grundmann 55’ | Marcatori |  |

| Arbitro: | Gräfe |

|           |           |               |
| Oehrl 30’ | Marcatori | 70’ Lindemann |

| Arbitro: | Seemann |

|                      |           |           |
| Jarakovic 76’ (rig.) | Marcatori | 62’ Biran |

| Arbitro: | Steuer |

|                                            |           |               |
| Çinaz 45’ Wolf 60’, 71’ Bunjaku 75’ (rig.) | Marcatori | 27’ Grundmann |

| Arbitro: | Bandurski |

|           |           |              |
| Müller 2’ | Marcatori | 75’ Ruprecht |

| Arbitro: | Meyer |

|                             |           |  |
| Lindbæk 48’ Stoppelkamp 79’ | Marcatori |  |

| Arbitro: | Schempershauwe |

|                           |           |  |
| Gerster 27’ Jarakovic 70’ | Marcatori |  |

#### Girone di ritorno
| Arbitro: | Bornhöft |

|             |           |           |
| Gerster 57’ | Marcatori | 60’ Kruse |

| Arbitro: | Siebert |

|                          |           |               |
| Schuppan 26’, 63’ (rig.) | Marcatori | 67’ Grundmann |

| Arbitro: | Stachowiak |

|                         |           |  |
| Braham 44’ Baumgart 72’ | Marcatori |  |

| Arbitro: | Weiner |

|           |           |  |
| Würll 56’ | Marcatori |  |

| Arbitro: | Metzen |

|                               |           |  |
| Braham 34’ Uilacan 62’ (aut.) | Marcatori |  |

| 8 marzo 2008 25ª giornata |  | – turno di riposo |  |  |

| Arbitro: | Joerend |

|  |           |            |
|  | Marcatori | 41’ Braham |

| Magdeburgo 22 marzo 2008, ore 14:00 CET 27ª giornata | Magdeburgo | 0 – 0 referto | RW Oberhausen | Stadion Magdeburg (12 652 spett.)\| Arbitro: \| Gerber \| |
| Arbitro:                                             | Gerber     |               |               |                                                           |

| Arbitro: | Willenborg |

|  |           |                         |
|  | Marcatori | 9’ Probst 90’ Jarakovic |

| Arbitro: | Schriever |

|                               |           |                           |
| Kallnik 17’ (rig.) Braham 56’ | Marcatori | 9’ Toborg 14’ Di Gregorio |

| Arbitro: | Fritz |

|  |           |             |
|  | Marcatori | 28’ Reimann |

| Arbitro: | Hartmann |

|              |           |                               |
| Baumgart 11’ | Marcatori | 22’ Klasen 53’, 81’ Reichwein |

| Arbitro: | Kunzmann |

|  |           |           |
|  | Marcatori | 17’ Prest |

| Arbitro: | Kempter |

|            |           |               |
| Braham 71’ | Marcatori | 49’ Brinkmann |

| Potsdam 7 maggio 2008, ore 19:00 CEST 34ª giornata | Babelsberg | 0 – 0 referto | Magdeburgo | Stadio Karl Liebknecht (4 253 spett.)\| Arbitro: \| Steinberg \| |
| Arbitro:                                           | Steinberg  |               |            |                                                                  |

| Arbitro: | Sippel |

|                              |           |                                 |
| Baumgart 26’ Braham 49’, 55’ | Marcatori | 12’ Wolf 45’ Çinaz 52’ Brückner |

| Arbitro: | Wagner |

|                        |           |                          |
| Patschinski 84’ (rig.) | Marcatori | 10’ Lindemann 75’ Müller |

| Arbitro: | Brych |

|  |           |           |
|  | Marcatori | 22’ Kurth |

| Arbitro: | Perl |

|            |           |                          |
| Sağlık 80’ | Marcatori | 42’ Braham 75’ Lindemann |

### Coppa di Germania
| Arbitro: | Fleischer |

|              |           |                                           |
| Agyemang 43’ | Marcatori | 4’ Smolarek 30’, 90’ Klimowicz 74’ Petrić |

## Statistiche

### Statistiche di squadra
| Competizione      | Punti | In casa | In casa | In casa | In casa | In casa | In casa | In trasferta | In trasferta | In trasferta | In trasferta | In trasferta | In trasferta | Totale | Totale | Totale | Totale | Totale | Totale | DR |
| Competizione      | Punti | G       | V       | N       | P       | Gf      | Gs      | G            | V            | N            | P            | Gf           | Gs           | G      | V      | N      | P      | Gf     | Gs     | DR |
| ----------------- | ----- | ------- | ------- | ------- | ------- | ------- | ------- | ------------ | ------------ | ------------ | ------------ | ------------ | ------------ | ------ | ------ | ------ | ------ | ------ | ------ | -- |
| Regionalliga nord | 53    | 18      | 7       | 8       | 3       | 24      | 16      | 18           | 7            | 3            | 8            | 15           | 21           | 36     | 14     | 11     | 11     | 39     | 37     | +2 |
| Coppa di Germania | -     | 1       | 0       | 0       | 1       | 1       | 4       | 0            | 0            | 0            | 0            | 0            | 0            | 1      | 0      | 0      | 1      | 1      | 4      | -3 |
| Totale            | 53    | 19      | 7       | 8       | 4       | 25      | 20      | 18           | 7            | 3            | 8            | 15           | 21           | 37     | 14     | 11     | 12     | 40     | 41     | -1 |

### Andamento in campionato
| Giornata  | 1  | 2  | 3  | 4  | 5 | 6  | 7 | 8 | 9 | 10 | 11 | 12 | 13 | 14 | 15 | 16 | 17 | 18 | 19 | 20 | 21 | 22 | 23 | 24 | 25 | 26 | 27 | 28 | 29 | 30 | 31 | 32 | 33 | 34 | 35 | 36 | 37 | 38 |
| --------- | -- | -- | -- | -- | - | -- | - | - | - | -- | -- | -- | -- | -- | -- | -- | -- | -- | -- | -- | -- | -- | -- | -- | -- | -- | -- | -- | -- | -- | -- | -- | -- | -- | -- | -- | -- | -- |
| Luogo     | T  | C  | T  | C  | T |    | C | T | C | T  | C  | T  | C  | T  | C  | T  | C  | T  | C  | C  | T  | C  | T  | C  |    | T  | C  | T  | C  | T  | C  | T  | C  | T  | C  | T  | C  | T  |
| Risultato | P  | N  | N  | V  | V |    | V | P | V | P  | P  | P  | V  | N  | N  | P  | N  | P  | V  | N  | P  | V  | P  | V  |    | V  | N  | V  | N  | V  | P  | V  | N  | N  | N  | V  | P  | V  |
| Posizione | 19 | 15 | 17 | 10 | 7 | 11 | 6 | 7 | 6 | 8  | 9  | 13 | 12 | 13 | 12 | 13 | 13 | 13 | 12 | 12 | 13 | 12 | 13 | 13 | 13 | 13 | 13 | 12 | 11 | 11 | 12 | 12 | 12 | 12 | 11 | 10 | 12 | 11 |

Legenda:

Luogo: C = Casa; T = Trasferta. Risultato: V = Vittoria; N = Pareggio; P = Sconfitta.

### Statistiche dei giocatori
| Giocatore          | Regionalliga nord | Regionalliga nord | Regionalliga nord | Regionalliga nord | Coppa di Germania | Coppa di Germania | Coppa di Germania | Coppa di Germania | Totale   | Totale | Totale      | Totale     |
| Giocatore          | Presenze          | Reti              | Ammonizioni       | Espulsioni        | Presenze          | Reti              | Ammonizioni       | Espulsioni        | Presenze | Reti   | Ammonizioni | Espulsioni |
| ------------------ | ----------------- | ----------------- | ----------------- | ----------------- | ----------------- | ----------------- | ----------------- | ----------------- | -------- | ------ | ----------- | ---------- |
| E. Agyemang        | 18                | 0                 | 2                 | 0                 | 1                 | 1                 | 0                 | 0                 | 19       | 1      | 2           | 0          |
| S. Baumgart        | 13                | 3                 | 2                 | 0                 | 0                 | 0                 | 0                 | 0                 | 13       | 3      | 2           | 0          |
| C. Beer            | 32                | 0                 | 0                 | 0                 | 1                 | 0                 | 0                 | 0                 | 33       | 0      | 0           | 0          |
| N. Braham          | 15                | 8                 | 7                 | 0                 | 0                 | 0                 | 0                 | 0                 | 15       | 8      | 7           | 0          |
| M. Deumelandt      | 1                 | 0                 | 0                 | 0                 | 0                 | 0                 | 0                 | 0                 | 1        | 0      | 0           | 0          |
| T. Friebertshäuser | 0                 | 0                 | 0                 | 0                 | 0                 | 0                 | 0                 | 0                 | 0        | 0      | 0           | 0          |
| F. Gerster         | 34                | 3                 | 9                 | 1                 | 1                 | 0                 | 0                 | 0                 | 35       | 3      | 9           | 1          |
| P. Grundmann       | 14                | 3                 | 4                 | 0                 | 0                 | 0                 | 0                 | 0                 | 14       | 3      | 4           | 0          |
| M. Habryka         | 26                | 0                 | 3                 | 0                 | 1                 | 0                 | 1                 | 0                 | 27       | 0      | 4           | 0          |
| I. Jarakovic       | 19                | 4                 | 1                 | 0                 | 0                 | 0                 | 0                 | 0                 | 19       | 4      | 1           | 0          |
| M. Kallnik         | 28                | 1                 | 4                 | 0                 | 1                 | 0                 | 0                 | 0                 | 29       | 1      | 4           | 0          |
| D. Kukulies        | 3                 | 0                 | 0                 | 0                 | 0                 | 0                 | 0                 | 0                 | 3        | 0      | 0           | 0          |
| C. Kullmann        | 26                | 1                 | 3                 | 0                 | 1                 | 0                 | 1                 | 0                 | 27       | 1      | 4           | 0          |
| B. Lindemann       | 30                | 7                 | 12                | 0                 | 1                 | 0                 | 0                 | 0                 | 31       | 7      | 12          | 0          |
| C. Loth            | 0                 | 0                 | 0                 | 0                 | 0                 | 0                 | 0                 | 0                 | 0        | 0      | 0           | 0          |
| K. Manai           | 18                | 0                 | 2                 | 0                 | 1                 | 0                 | 1                 | 0                 | 19       | 0      | 3           | 0          |
| A. Müller          | 12                | 0                 | 2                 | 0                 | 0                 | 0                 | 0                 | 0                 | 12       | 0      | 2           | 0          |
| F. Müller          | 36                | 2                 | 3                 | 0                 | 1                 | 0                 | 0                 | 0                 | 37       | 2      | 3           | 0          |
| S. Neumann         | 34                | 1                 | 10                | 0                 | 0                 | 0                 | 0                 | 0                 | 34       | 1      | 10          | 0          |
| P. Otte            | 7                 | 0                 | 1                 | 0                 | 0                 | 0                 | 0                 | 0                 | 7        | 0      | 1           | 0          |
| C. Prest           | 28                | 2                 | 7                 | 0                 | 1                 | 0                 | 0                 | 0                 | 29       | 2      | 7           | 0          |
| M. Probst          | 16                | 1                 | 2                 | 0                 | 1                 | 0                 | 0                 | 0                 | 17       | 1      | 2           | 0          |
| C. Reimann         | 15                | 1                 | 4                 | 0                 | 0                 | 0                 | 0                 | 0                 | 15       | 1      | 4           | 0          |
| M. Tischer         | 0                 | 0                 | 0                 | 0                 | 0                 | 0                 | 0                 | 0                 | 0        | 0      | 0           | 0          |
| D. Tornieporth     | 13                | 1                 | 1                 | 0                 | 1                 | 0                 | 0                 | 0                 | 14       | 1      | 1           | 0          |
| M. Unger           | 4                 | 0                 | 0                 | 0                 | 0                 | 0                 | 0                 | 0                 | 4        | 0      | 0           | 0          |
| M. Wejsfelt        | 29                | 0                 | 6                 | 1                 | 1                 | 0                 | 0                 | 0                 | 30       | 0      | 6           | 1          |
| M. Zander          | 7                 | 0                 | 1                 | 0                 | 0                 | 0                 | 0                 | 0                 | 7        | 0      | 1           | 0          |
| M. von der Weth    | 11                | 0                 | 2                 | 0                 | 1                 | 0                 | 0                 | 0                 | 12       | 0      | 2           | 0          |